# Палій Ліда
Лі́да Палі́й  (англ. Lydia Palij, 11 квітня 1926, Стрий Львівської області — 2 серпня 2025, Торонто) — українська поетеса, прозаїкиня, художниця, мистецтвознавиця, археологиня, мандрівниця, авторка популярних подорожніх нотаток. Членкиня Національної спілки письменників України, Об'єднання українських письменників «Слово», ПЕН-клубу, Canadian Writers Union, редколегії журналу «Сучасність» (до 1992). Лауреатка Літературної нагороди ім. Павла Тичини та Міжнародної літературної премії імені Миколи Гоголя.

## Дитинство, університети
Дитинство провела у Львові, навчалась у жіночій гімназії; за Другої світової війни виїхала з батьками на Захід: оселилася в Торонто, Канада, де й завершила студії в Онтарійському коледжі мистецтв (1953), а згодом — на відділі антропології при Торонтському університеті (1967). Володіє досконало українською, англійською, німецькою й польською мовами.

## Візуальне мистецтво
У 1950—1960-х роках писала картини оліями: 11 групових виставок у Торонто й Нью-Йорк. Брала участь у «Виставці трьох» в Торонто, що й віднотовано щоденником «Globe and Mail» (1964). Працювала графікесою-дизайнеркою (1955—1983) — ілюструвала книжки, брошури, проєктувала фірмові знаки. Спеціалізувалася на плакатах. Брала участь у виставках екслібрисів — в Америці й Україні (Львів, 1992): плакати й екслібриси Палій представлені в українській енциклопедії. Видала ряд українських різдвяних карток.
Мала виставки фотографій під гаслом «Обличчя світу» у галереях Торонто та Нью-Йорка (1982) та виставку фото квітів при ботанічному саду в Торонто. Членкиня редакційної колегії фотожурналу «Світло і тінь» (Львів).

## Літературна творчість
Дебютувала 1968 року в пресі віршами та короткими нарисами. З 1970-х — активна учасниця літературного життя еміграції: виступає з прозою, поезією та есеїстикою, зокрема, й на сторінках «Сучасності».
Авторка оповідань та нарисів «Мандрівки в часі й просторі» (1973), поезій «Дивовижні птиці» (1980), збірка оповідань та есеїв «Світла на воді» (1985), «Сторонами йшла гроза» (2008). У товаристві Г. Купченко-Фроляк та Х. Гнатів у 1988 р. видає англомовну збірку поезій «Країна тихих неділь» (англ. Land of Silent Sundays), у 1994 р. — авторську збірку українських віршів «Сон-країна». В Україні вперше знайомляться із її лірикою на хвилі поетичного фестивалю «Золотий гомін» 1990 року, по чому швидко здобуває визнання; сама Ліда Палій кілька років пізніш одержує високу літературну премію ім. П. Г. Тичини. У Києві під назвою «Без вітчизни» видається її есеїстика.
Богдан Рубчак окреслив методу Ліди Палій «поетичним перевтіленням краєвидів, явищ і людей у письмо». Вірші поетеси появлялися у перекладах англійською, німецькою, португальською, хорватською, казахською та російською мовами: друкувалися в канадських та американських журналах, в англомовній антології української творчості в Канаді «Yarmarok». Переклади Лідою Палій поезії і прози з англійської, сербської і хорватської мов опубліковано в «Сучасності». Для англомовної публіки читала вірші у відомому «Harbourfront Reading Series». Крім того, Ліда Палій — відома мистецтвознавиця, голова Об'єднання українських письменників «Слово».

## Подорожі
Подорожі — це те, без чого не можна уявити Ліду Палій. «Моє зацікавлення археологією, антропологією та мистецтвом, — розповідає вона, — спонукало мене подорожувати у світі. Відвідала за 20 років майже всі країни Європи, була в Колумбії, Еквадорі, Перу, Венесуелі, Марокко, Тунісі, Єгипті, Ізраїлі, Ірані, Туреччині, Лівії, Індії, Непалі, Китаї». Особливо вона залюблена в історію і мистецтво країн Близького Сходу. У подорожах Ліда Палій черпає нові враження, нові теми для віршів і нарисів, багато фотографує, пізнає світ і показує його нам у своєму баченні.

## Контакти, наука та просвіта
Ліда Палій — відкрита для контактів і спілкування. Несе свої знання і враження людям. Вона учасниця ряду міжнародних наукових і мистецьких конференцій. Читала ряд доповідей на теми українського мистецтва і культури на конференціях в Іллінойському університеті в Урбана (1984—1989), в Манітобському університеті (1981), в університеті м. Ріджайна (Канада, 1979). Протягом ряду років викладала археологію України на курсах українознавства у двох школах Торонто.
Померла 2 серпня 2025 року в Торонто. Поховання на цвинтарі Св. Володимира в Оквілі.